# Roger Joseph Vangheluwe
Roger Joseph Vangheluwe (Roeselare, 7 novembre 1936) è un vescovo cattolico belga, dimesso dallo stato clericale l'11 marzo 2024.

## Biografia
Monsignor Roger Joseph Vangheluwe è nato a Roeselare il 7 novembre 1936 in una modesta famiglia di quattro figli. Non ha studiato nel seminario minore di Roeselare ma ha frequentato una scuola cattolica meno famosa, la "Vrije Middelbare". Le sue sorelle maggiori hanno interrotto la loro carriera scolastica per permettergli di continuare a studiare.

### Formazione e ministero sacerdotale
Si è laureato in teologia, lingue bibliche e matematica presso la Katholieke Universiteit Leuven.
Il 1º febbraio 1963 è stato ordinato presbitero per la diocesi di Bruges. Dal 1968 al 1984 è stato professore al seminario maggiore di Bruges. Nel 1969 è stato nominato vicario parrocchiale di quattro parrocchie del centro cittadino: Izegem, Roeselare, Staden e Tielt. Dal 1977 al 1984 è stato segretario del vicariato.

### Ministero episcopale
Il 19 dicembre 1984 papa Giovanni Paolo II lo ha nominato vescovo di Bruges. Ha ricevuto l'ordinazione episcopale il 3 febbraio successivo dal cardinale Godfried Danneels, arcivescovo metropolita di Malines-Bruxelles, coconsacranti il vescovo emerito di Bruges Emiel-Jozef De Smedt, il vescovo ausiliare di Bruges Eugeen Laridon, il vescovo di Tournai Jean Huard e il vescovo ausiliare di Malines-Bruxelles Rémy Victor Vancottem. Come tale è diventato anche rappresentante della Conferenza episcopale belga presso la Katholieke Universiteit Leuven. È stato anche responsabile di varie missioni nell'ambito della Conferenza episcopale e della Caritas delle Fiandre. È stato anche presidente del comitato episcopale per i diaconi e di quello per la Chiesa e il servizio al mondo, segretario legale della Caritas, della Rete giustizia e pace, della Federazione dei pellegrinaggi nel Benelux e anche del comitato per il servizio cristiano nel turismo.
Vicino alle associazioni cattoliche del terzo mondo, è stato delegato della Conferenza episcopale per le relazioni con due ONG, Broederlijk Delen e Pax Christi. È stato membro di quest'ultimo fino alle sue dimissioni ed è stato anche membro del suo consiglio di amministrazione fino al 2002. Durante il suo episcopato ha permesso a molti sacerdoti e religiosi della sua diocesi di prestare servizio in altre diocesi in Africa, Asia e America Latina che spesso ha visitato. Come tale, la sua diocesi è stata a lungo considerata una delle più missionarie in Europa. Nel 2009 diciannove sacerdoti della diocesi di Bruges erano ancora missionari fidei donum, cioè in missione a lungo termine, in altri paesi. Monsignor Vangheluwe ha spesso citato durante il suo episcopato le forme di pastorale da lui predilette: la cura per la spiritualità e l'attenzione alla povertà nella vecchie, ma anche nelle nuove e spesso nascoste, forme.
Monsignor André-Joseph Léonard ha descritto la sua diocesi come dinamica e generosa. Era considerato un uomo gioviale, accessibile, caloroso e vicino alle preoccupazioni dei fedeli. Durante la sua missione di vescovo, la religione cattolica è rimasta un'attrice importante nelle Fiandre occidentali. Nello stesso periodo ha perso molta influenza nelle altre diocesi belghe. In diocesi, le vocazioni sacerdotali fino a pochi anni fa erano relativamente numerose.
Nel 2003 si è dichiarato favorevole al diaconato femminile. Ha anche scritto e pubblicato diversi libri.

#### Accuse di abuso su minori e dimissioni
Nella notte tra il 19 e il 20 aprile 2010 la famiglia di una persona vittima di abusi sessuali da parte di monsignor Vangheluwe ha inviato una e-mail ai vescovi belgi e li ha portati a conoscenza della loro esperienza. Il 23 aprile 2010 ha pubblicamente riconosciuto di aver abusato sessualmente di un giovane ragazzo negli anni '80. Gli abusi si sono verificati tra il 1980 e il 1987, quindi anche dopo la sua nomina a vescovo. Lo stesso papa Benedetto XVI ha accettato la sua rinuncia al governo pastorale della diocesi. Per questi fatti monsignor Vangheluwe non poteva essere condannato perché caduti in prescrizione. Tuttavia è stata ugualmente aperta un'inchiesta da parte della magistratura belga per verificare che i fatti siano effettivamente prescritti e per assicurare che non avesse commesso abusi su altre persone. La Conferenza episcopale belga ha trasmesso alla Congregazione per la dottrina della fede un fascicolo sul presule chiedendo di esaminare l'irrogazioni di sanzioni ecclesiastiche.
In una conferenza stampa monsignor André-Joseph Léonard ha comunicato che la vittima di abusi era un nipote del vescovo. Monsignor Vangheluwe ha dichiarato di avere ripetutamente riconosciuto la sua colpa alla vittima e ai genitori, rinnovando le richieste di perdono in privato. Secondo lui però questo non è stato sufficiente per placarli. Ha anche dichiarato che la copertura mediatica degli inizi del 2010 sui casi di abusi sessuali commessi da preti avrebbe rafforzato il trauma. La vittima e la sua famiglia hanno quindi deciso di parlare.
Nell'aprile del 2011 Jean-Marie Berkvens, il procuratore di Bruges incaricato delle indagini su questo caso e su altre possibili vittime, ha dichiarato che il fascicolo non contiene fatti "non prescritti". Ha quindi escluso qualsiasi azione giudiziaria. Ai primi di luglio del 2011 il giudice Berkvens ha annunciato che le indagini non avevano dato ulteriori risultati ed erano state quindi archiviate. Il giudice Van Troy ha comunque continuato le indagini sulle politiche di monsignor Vangheluwe nei confronti dei sacerdoti della sua diocesi che avevano commesso abusi.
Sebbene il termine di prescrizione per un processo canonico fosse stato superato (vent'anni dopo la maggiore età della vittima), la dimissione dallo stato clericale, con una procedura eccezionale, è stata richiesta dai membri del clero belga ed è stato considerato dalla Santa Sede. Nel dicembre del 2010 la Santa Sede ha confermato che il papa aveva chiesto alla Congregazione per la dottrina della fede di affrontare la questione di monsignor Vangheluwe. Questa congregazione è incaricata, dopo aver esaminato i gravi crimini commessi dai membri del clero, di proporre al papa misure o sanzioni contro i colpevoli. Il 12 aprile del 2011 essa ha espresso un primo parere e ha confermato che i fatti commessi dal prelato sono prescritti anche secondo il diritto canonico. Tuttavia ha deciso che monsignor Vangheluwe avrebbe dovuto lasciare il suo paese e seguire un trattamento psicologico e spirituale di orientamento. Il trattamento è stato deciso in vista di una decisione definitiva da parte del dicastero. Durante questo periodo gli è stato proibito di esercitare pubblicamente il suo ministero sacerdotale ed episcopale. Altre sanzioni sarebbero potuto essere adottate da allora in poi in attesa del risultato della terapia a cui il vescovo si sarebbe sottoposto. Monsignor Vangheluwe ha lasciato rapidamente il Belgio ed è stato ospitato nel monastero di La Ferté-Imbault, senza che il vescovo della diocesi di Blois ne fosse informato.
Pochi giorni dopo, il 14 aprile, quando l'inchiesta giudiziaria ha concluso che tutti i fatti con di cui era accusato erano prescritti, monsignor Vangheluwe ha concesso un'intervista al canale belga VIER. Ha ammesso pubblicamente di aver abusato di un famigliare. Diverse personalità lo hanno criticano per aver mostrato nelle sue osservazioni un atteggiamento di poca compassione per la vittima e per l'aver minimizzato la gravità delle sue azioni. Anche la Santa Sede e i vescovi del Belgio si sono dichiarati scioccati dal contenuto dell'intervista. Il procuratore Jean-Marie Berkvens, poco dopo, ha confermato che monsignor Vangheluwe aveva, fin dall'inizio delle indagini, lottato per capire veramente la gravità dei reati che aveva commesso. Ha quindi lasciato il monastero e si è trasferito in un luogo dove potesse seguire la terapia a lui imposta.
Poco dopo che il caso è diventato noto, l'arcivescovo metropolita di Malines-Bruxelles e presidente della Conferenza episcopale André-Joseph Léonard ha affermato che monsignor Vangheluwe, a causa dei suoi atti, avrebbe dovuto essere dimesso dall'episcopato. L'intera vicenda ha convinto monsignor Léonard della necessità di rafforzare i controlli prima delle nomine di preti e diaconi.
Monsignor Léonard ha anche invitato le vittime di abusi nella comunità ecclesiale a farsi avanti verso la commissione per il trattamento delle denunce di abusi sessuali in una relazione pastorale. Questa commissione esiste dal 2000 e negli anni precedenti non aveva ricevuto un gran numero di reclami. I giorni seguenti hanno visto un vasto afflusso di testimonianze: centinaia di persone sono uscite dal silenzio per denunciare fatti anche vecchi. Il presidente della commissione, la psichiatra infantile Peter Adriaenssens, ha spiegato questo aumento delle denunce richiamando la testimonianza fatta da monsignor Léonard. Inoltre, secondo il quotidiano La Libre Belgique, le dimissioni di monsignor Vangheluwe avrebbero potuto dissipare i dubbi circa la volontà della Chiesa di rispondere ai reclami e di incoraggiare le vittime a farsi avanti in tal modo.
Negli anni successivi altre persone hanno accusato monsignor Vangheluwe di abusi sessuali ma egli ha sempre respinto decisamente le accuse affermando di aver confessato tutto ciò di cui si era reso colpevole.
L'11 marzo 2024 papa Francesco ha disposto la dimissione dallo stato clericale.

## Opere
- Recht in de schijter!, catechesebegeleiding voor -16 jarigen, 1977
- Van piet tot piet. Een woord aan mijn broeder-priester, Lannoo, Tielt, 1990.
- Iets moois voor God. Ontmoeting met Jonge Kerken en missionarissen in Azië. 20 augustus - 17 september 1991, 1991
- Wat wij geloven. Een kleine inleiding op het katholieke geloof, 1992
- Het Mirakel van Vlaanderen. Vier moet branden, 1993
- Jezus ontmoeten in Woord en Brood. Een aanreiking bij het gelovig vieren van de eucharistie, 1994
- Hoe wij bidden. Suggesties bij het christelijke gebed, 1996
- Zo leven wij. Christen zijn in 2000, 1999
- Matteüs aan het woord (Halewijn, Antwerpen, 2001)
- Voor een rustig ogenblik (Halewijn, Antwerpen, 2005)
- Pijp dan Misdienaar !
- Maria, Moeder van het leven, (Halewijn, Antwerpen, 2006)

## Genealogia episcopale
La genealogia episcopale è:
- Cardinale Scipione Rebiba
- Cardinale Giulio Antonio Santori
- Cardinale Girolamo Bernerio, O.P.
- Arcivescovo Galeazzo Sanvitale
- Cardinale Ludovico Ludovisi
- Cardinale Luigi Caetani
- Cardinale Ulderico Carpegna
- Cardinale Paluzzo Paluzzi Altieri degli Albertoni
- Papa Benedetto XIII
- Papa Benedetto XIV
- Papa Clemente XIII
- Cardinale Marcantonio Colonna
- Cardinale Giacinto Sigismondo Gerdil, B.
- Cardinale Giulio Maria della Somaglia
- Cardinale Carlo Odescalchi, S.I.
- Vescovo Charles-Joseph-Eugène de Mazenod, O.M.I.
- Cardinale Joseph Hippolyte Guibert, O.M.I.
- Cardinale François-Marie-Benjamin Richard de la Vergne
- Cardinale Pietro Gasparri
- Cardinale Clemente Micara
- Cardinale Jozef-Ernest Van Roey
- Cardinale Léon-Joseph Suenens
- Cardinale Godfried Danneels
- Vescovo Roger Joseph Vangheluwe